# Brycinus affinis
Brycinus affinis là một loài cá thuộc họ Alestiidae. Chúng là loài đặc hữu của Tanzania. Các môi trường sống tự nhiên của chúng là sông và hồ nước ngọt.